# Meliceria
Meliceria är ett släkte av skalbaggar som beskrevs av Achille Raffray 1898. Meliceria ingår i familjen kortvingar.
Släktet innehåller bara arten Meliceria tragardhi.